# Festival panafricain du cinéma et de la télévision de Ouagadougou 2013
La liste officielle des films en compétition, pour la 23e édition du FESPACO, a été publiée le 21 janvier 2013. Sur les 755 films inscrits, 101 ont été retenus pour la compétition.
La 23e édition, placée sous le thème : « Cinéma et politiques publiques en Afrique », se tient du 23 février au 2 mars 2013. Pour cette édition, la première dame du Burkina Faso, madame Chantal Compaoré, a été désignée comme marraine officielle et madame Alimata Salambéré, membre fondateur du Fespaco, est l'invitée d'honneur du festival. Le pays à l'honneur est le Gabon.
Les films sélectionnés pour la compétition officielle ont été révélés le 21 janvier 2013, ils sont au nombre de 101 et 35 pays sont représentés. Les femmes sont à l'honneur pour cette édition puisqu'il n'y a que des présidentes à la tête de chaque jury.
Quatre films sont exclus de la compétition long métrage pour non-respect du règlement. En effet, seules les œuvres ayant des copies au Format 35 mm peuvent concourir pour l'Étalon d'Or. Or en Afrique, ce format coûtant cher, ces films n'ont pu être «kinescopés». Cette exclusion a relancé le débat sur le format numérique.
Djamila Sahraoui est la première femme à se voir décerner un Étalon depuis la création des récompenses en 1972.
Le 15 janvier 2013, un incendie ravage le chantier de goudronnage du toit du nouveau bâtiment situé à côté du siège et devant accueillir un amphithéâtre de projection principale, des salles d'atelier et de réunion ainsi que des galeries en escargot pour des expositions.

## Catégorie fiction Long métrage

### Jury long métrage
Le jury long métrage est composé de :
- Présidente du jury : Euzhan Palcy, réalisatrice, Martinique
- Membres du jury :
  - Leila Kilani, réalisatrice et productrice, Maroc
  - Papa Wemba, musicien, République démocratique du Congo
  - Paul Djibila, directeur de la photographie, Burkina Faso
  - Cheik Doukouré, réalisateur, Guinée
  - Caroline Kamya,	réalisatrice, Ouganda
  - Victor Okhaï, critique enseignant, journaliste,	Nigéria

### Films sélectionnés
| N° | Titre du film                                   | Réalisateur(trice)             | Origine        |
| -- | ----------------------------------------------- | ------------------------------ | -------------- |
| 1  | Always Brando (ar)                              | Ridha Béhi                     | Tunisie        |
| 2  | Androma... de sang et de charbon                | Azlarabe Alaoui Lamharzi       | Maroc          |
| 3  | Children's Republic (La République des enfants) | Flora Gomes                    | Guinée-Bissau  |
| 4  | El Taiib (Le repenti)                           | Merzak Allouache               | Algérie        |
| 5  | How to steal 2 million                          | Charlie Vundla                 | Afrique du Sud |
| 6  | La Pirogue                                      | Moussa Touré                   | Sénégal        |
| 7  | Le collier du Makoko                            | Henri-Joseph Koumba Bididi     | Gabon          |
| 8  | Les Chevaux de dieu                             | Nabil Ayouch                   | Maroc          |
| 9  | Les enfants de Troumaron                        | Harrikrisna et Sharvan Anenden | Île Maurice    |
| 10 | Love in the médina                              | Abdelhaï Laraki                | Maroc          |
| 11 | Moi Zaphira                                     | Apolline Traoré                | Burkina Faso   |
| 12 | Nishan                                          | Shumete Yidnekacchew           | Éthiopie       |
| 13 | O grande Kilapy (Le grand Kilapy)               | Gamboa Zeze                    | Angola         |
| 14 | One Man's Show                                  | Aduaka Newton Ifeanyi          | Nigéria        |
| 15 | Por aqui tudo bem (Ici tout va bien)            | Pocas Pascoal                  | Angola         |
| 16 | Tey (Aujourd'hui)                               | Alain Gomis                    | Sénégal        |
| 17 | Toiles d'araignées                              | Ibrahima Touré                 | Mali           |
| 18 | Virgem Margarida (Virgin Margarida)             | Licinio Azevedo                | Mozambique     |
| 19 | Yema                                            | Djamila Sahraoui               | Algérie        |
| 20 | Zabana!                                         | Saïd Ould-Khelifa              | Algérie        |

## Catégorie fiction Vidéo Numérique

### Jury Fiction Vidéo Numérique et Séries Télévisées
Le jury Fiction Vidéo Numérique et Séries Télévisées est composé de :
- Présidente du jury : Jacky Motsepe, productrice, Afrique du Sud
- Membres du jury :
  - Adjaratou Lompo, réalisatrice, Burkina Faso
  - Serge Abessolo, comédien, Gabon
  - Bohiri Michel, comédien, Côte d’Ivoire
  - Camille Mouyeké, réalisateur, Congo

### Films sélectionnés
| N° | Titre du film                                        | Réalisateur(trice)       | Origine        |
| -- | ---------------------------------------------------- | ------------------------ | -------------- |
| 1  | Beyond the Picket Line (Au-delà des lignes ennemies) | K. Lentsoe Serote        | Afrique du Sud |
| 2  | Congé de mariage                                     | Boubakar Diallo          | Burkina Faso   |
| 3  | Et si dieu n'existait pas...!?                       | Alain Guikou             | Côte d'Ivoire  |
| 4  | Heroes and Zeros                                     | Adeniji Akanni           | Nigeria        |
| 5  | Inside Story                                         | Nikiwe Rolie             | Afrique du Sud |
| 6  | Le crime silencieux                                  | Guillaume Komi Ozou      | Togo           |
| 7  | Le piège de la passion                               | Oumar Dagnon             | Burkina Faso   |
| 8  | Les veuves volontaires                               | Alphonse Beni            | Cameroun       |
| 9  | Malagasy mankany (Légendes de Madagascar)            | Haminiaina Ratovoarivony | Madagascar     |
| 10 | Matière grise                                        | Kivu Ruhorahoza          | Rwanda         |
| 11 | Mon retour au pays                                   | Moussa Hamadou Djingarey | Niger          |
| 12 | Ninah's Dowry                                        | Victor Viyuoh            | Cameroun       |
| 13 | Playing Warriors (jeux des guerrières)               | Rumbi Katedza            | Zimbabwe       |
| 14 | Terre et fils                                        | Fernand Lepoko           | Gabon          |
| 15 | The Captain of Nakara (Le capitaine de Nakara)       | Bob Nyanja               | Kenya          |
| 16 | the Ugandan                                          | Patrick Sekyaya          | Ouganda        |
| 17 | Zamora                                               | Bhanji Shams             | Tanzanie       |

## Catégorie séries télévisées
| N° | Titre du film                  | Réalisateur(trice)                                            | Origine                 |
| -- | ------------------------------ | ------------------------------------------------------------- | ----------------------- |
| 1  | Commissariat de Tampy saison 3 | Missa Hebie                                                   | Burkina Faso            |
| 2  | Epp Iroko                      | Lacine Touré                                                  | Côte d'Ivoire           |
| 3  | L'œil de la cité               | Samantha Biffot                                               | Gabon                   |
| 4  | Les concessions                | Ladji Diakite/Léopold Togo/Ayité Ibrahima Touré/Abdoulaye Dao | Mali, Togo Burkina Faso |
| 5  | Les rois de Ségou saison 2     | Boubacar Sidibé                                               | Mali                    |
| 6  | Ogya FM                        | Sirotim-Misa Kwaku                                            | Ghana                   |
| 7  | the team (L'équipe)            | Rumbi Katedza                                                 | Zimbabwe                |
| 8  | Waga love                      | Guy Désiré Yaméogo                                            | Burkina Faso            |

## Catégorie fiction Court Métrage

### Jury Fiction Court métrage et films des écoles
Le jury Fiction Court métrage et films des écoles est composé de :
- Présidente du jury : Wanjiru Kinyanjui, réalisatrice, Kenya
- Membres du jury :
  - Fatou Coulibaly, réalisatrice et comédienne, Mali
  - Christiane Chabi-Kao, réalisatrice, Bénin
  - Ahmed Atef, réalisateur, Égypte
  - Hassan Maïga, chef électro, Burkina Faso

### Films sélectionnés
| N° | Titre du film                      | Réalisateur(trice)       | Origine                          |
| -- | ---------------------------------- | ------------------------ | -------------------------------- |
| 1  | 86 400                             | Patrick Bandianjile Kuba | République démocratique du Congo |
| 2  | Accusé de réception                | Djibril Saliou Ndiaye    | Sénégal                          |
| 3  | Christian                          | Alex Ogou                | Côte d'Ivoire                    |
| 4  | Confess                            | Jean-Baptiste Ouédraogo  | Burkina Faso                     |
| 5  | Dankumba                           | Bakary Diallo            | Mali                             |
| 6  | Dialemi (elle s'amuse)             | Nadine Otsobogo          | Gabon                            |
| 7  | Et si l'on s'unissait?             | Cheick Abdoulaye Camara  | Guinée                           |
| 8  | La main gauche (Al yado al yousra) | Fadil Chouika            | Maroc                            |
| 9  | La photographie                    | David Randriamanana      | Madagascar                       |
| 10 | Laan                               | Lula ali Ismail          | Djibouti                         |
| 11 | Les pieds sur terre                | Mohamed El Amine Hattou  | Algérie                          |
| 12 | Les souliers de l'Aid              | Anis Lasoued             | Tunisie                          |
| 13 | Nouvelle chance                    | Zulkifli Lawani          | Bénin                            |
| 14 | Quand ils dorment                  | Maryam Touzani           | Maroc                            |
| 15 | Sur la route d'un ange             | Thierry Roland Ntamack   | Cameroun                         |
| 16 | taharuki (Suspense)                | EkwaMsangi-Omari         | Kenya                            |
| 17 | Trapped (Piégé)                    | Mansan Gomont            | Côte d'Ivoire                    |
| 18 | Try                                | Joël Haikali             | Namibie                          |
| 19 | Une couleur de vie                 | Hurel Régis Béninga      | Centrafrique                     |
| 20 | Zamaana (Il est temps)             | Zalissa Badaud/Zougrana  | Burkina Faso                     |

## Catégorie films des écoles africaines de cinéma
| N° | Titre du film            | Réalisateur(trice)          | École                                                                                        |
| -- | ------------------------ | --------------------------- | -------------------------------------------------------------------------------------------- |
| 1  | Au nom de l'amour        | Boubacar Sangare            | Institut Supérieur de l'Image et du Son (ISIS) Burkina Faso                                  |
| 2  | Avoir un enfant          | Carine Marie Céline Yaméogo | Institut Supérieur de l'Image et du Son (ISIS) (Burkina Faso)                                |
| 3  | Hawan-Idi (documentaire) | Amina Mamani-Abdoulaye      | Institut de Formation aux Techniques de l'Information et de la communication (IFTIC) (Niger) |
| 4  | Ibrahima Doumbouya       | Lassina Kone                | École supérieure des Arts Visuels (ESAV) (Maroc)                                             |
| 5  | Juste un regard          | Olivier Zinsou              | Institut Supérieure des Métiers de l'Audiovisuel (ISMA) (Bénin)                              |
| 6  | L'hôte                   | Féno Ramaholisson           | École supérieure des Arts Visuels (ESAV) (Maroc)                                             |
| 7  | Le collier               | Ludovic Randriamantsoa      | École supérieure des Arts Visuels (ESAV) (Maroc)                                             |
| 8  | Le prix à payer          | Maxime Kossivi Tchincoun    | Institut Supérieure des Métiers de l'Audiovisuel (ISMA) (Bénin)                              |
| 9  | nuit de noce             | Bossou Massino              | École supérieure des Arts Visuels (ESAV) (Maroc)                                             |
| 10 | Rencontre virtuelle      | Ayéman Aymar Esse           | Institut Supérieure des Métiers de l'Audiovisuel (ISMA) (Bénin)                              |
| 11 | Sara                     | Névamé Akpandza             | École de Cinéma, de Réalisation Audiovisuelles et de Nouvelles Technologies (ECRAN) (Togo)   |
| 12 | Toungouma (documentaire) | Moumouni Bakabe             | Institut de Formation aux Techniques de l'Information et de la communication (IFTIC) (Niger) |
| 13 | Une partie de nous       | Jean-Baptiste Ouedraogo     | Institut Supérieur de l'Image et du Son (ISIS) (Burkina Faso)                                |

## Catégorie Films documentaires

### Jury Films documentaires
Le jury Films documentaires est composé de :
- Présidente du jury : Osvalde Lewat, réalisatrice, Cameroun
- Membres du jury :
  - Marietou Mbaye Biléoma, écrivaine, Sénégal
  - Habiba Djahine, directrice du festival documentaire de Bejaai, Algérie
  - Alphonse Sanou, scripte et monteur, Burkina Faso
  - Malam Saguirou, réalisateur, Niger

### Films sélectionnés
| N° | Titre du film                                    | Réalisateur(trice)         | Origine                          |
| -- | ------------------------------------------------ | -------------------------- | -------------------------------- |
| 1  | Bouts de vies, bouts de rêves                    | Hamid Benamra              | Algérie                          |
| 2  | Calypso Rose, the lioness of the jungle          | Pascale Obolo              | Cameroun                         |
| 3  | Hamou-Beya (Pêcheurs de sable)                   | Andrey Samonté Diarra      | Mali                             |
| 4  | Ils sont Fous, on s'en fout                      | Seydou coulibaly           | Côte d'Ivoire                    |
| 5  | La puerta de no retorno (La porte de non retour) | Santiago Alphonse Zannou   | Bénin                            |
| 6  | Le bois de la survie                             | Abraham Fofana             | Guinée                           |
| 7  | Le marechalat du roi-dieu                        | Yveline Nathalie Pontalier | Gabon                            |
| 8  | Le prix de l'effort                              | Hervé Adrien               | Madagascar                       |
| 9  | Les esprits meurent aussi                        | Bakary Sanon               | Burkina Faso                     |
| 10 | Même pas mal                                     | Nadia El Fani              | Tunisie                          |
| 11 | Noire ici, blanche là-bas                        | Claude Haffner             | République démocratique du Congo |
| 12 | Parole du couple                                 | Roger Some                 | Burkina Faso                     |
| 13 | Préhistoire de la Tunisie                        | Hamdi Ben Ahmed            | Tunisie                          |
| 14 | Président Dia                                    | Ousmane William Mbaye      | Sénégal                          |
| 15 | Robert Mugabé... What Appened?                   | Simon Bright               | Zimbabwe                         |
| 16 | The cut                                          | Beryl Magoko               | Kenya                            |
| 17 | Yoole, le sacrifice                              | Moussa Sene Absa           | Sénégal                          |

## Catégorie films de la Diaspora

### Jury Films de la Diaspora
Le jury Films de la Diaspora est composé de :
- Présidente du jury : Beti Ellerson, réalisatrice et enseignante en cinéma, États-Unis
- Membres du jury :
  - Tania Valette, réalisatrice, République dominicaine
  - Asha Lovelace,	réalisatrice, Trinité-et-Tobago
  - Arnold Antonin,	réalisateur, Haïti
  - Carlos Aguilar,	réalisateur, Panama

### Films sélectionnés
| N° | Titre du film                    | Réalisateur(trice)              | Origine           |
| -- | -------------------------------- | ------------------------------- | ----------------- |
| 1  | Jeux dangereux                   | Boseny Antoine                  | Haïti             |
| 2  | Le Bonheur d'Elza                | Mariette Monpierre              | Guadeloupe        |
| 3  | Le Chauffeur                     | Jean-Claude Bourjolly           | Haïti             |
| 4  | Marcel Manville d'homme à hommes | Véronique Kanor                 | Martinique        |
| 5  | Raça                             | Joel Zito Araujo et Megan Milan | Brésil/États-Unis |
| 6  | The Legend                       | Christian Lara                  | Guadeloupe        |